# Philips Arena
Philips Arena je dvorana u Atlanti, Georgia, SAD. Dovršena je 1999. godine. Dom je hokejaškom timu Atlanta Thrashers i košarkaškom timu Atlanta Hawks.
U vlasništvu je Atlanta Spirit LLC, grupe investitora koji su također vlasnici Hawksa i Thrashersa. Nazvana je po sponzoru Philips Electronics.
Ima 20,300 sjedećih mjesta za košarkašku utakmicu i 18,750 za hokejašku utakmicu. U njoj se osim NBA i NHL utakmica održavaju i hrvačka natjecanja. Tako je tamo 2001. godine održano Svjetsko prvenstvo u hrvanju (World Championship Wrestling).
Dvorana je ugostila u NBA All-Star utakmicu 2003. godine.

Zbog NHL Lockouta 2004./2005. otkazano je domaćinstvo NHL All-Star utakmice, ali će je dvorana ipak ugostiti 2008.

## Vanjske poveznice
- Službena stranica  Arhivirana inačica izvorne stranice od 5. prosinca 2014. (Wayback Machine)